# المعسوق (المقاطرة)

تعديل مصدري - تعديل

المعسوق هي إحدى قرى عزلة السود بمديرية المقاطرة التابعة لمحافظة لحج، بلغ تعداد سكانها 101 نسمة حسب تعداد اليمن لعام 2004.